# Джим Нуар
А́лан Ро́бертс (Alan Roberts; род. 1982), более известный как Джим Нуа́р (Jim Noir) — британский автор-исполнитель. Он взял псевдоним в честь комика Вика Ривза, чьё настоящее имя — Джеймс Муар. Он выпустил два студийных альбома: Tower of Love (2005) и Jim Noir (2008). Первые мини-альбомы и дебютную пластинку Джим Нуар записывал самостоятельно в доме родителей в Манчестере. В настоящее время у него подписаны контракты со звукозаписывающими компаниями Barsuk Records в США и My Dad Recordings в Великобритании.
Музыку Джима Нуара описывают как психоделический поп с простыми текстами и сравнивают с творчеством The Beach Boys, Super Furry Animals, The Beta Band, The Bees и Badly Drawn Boy. Он также известен своей несколько эксцентричной манерой одеваться и часто появляется на сцене в котелке. Нуар мультиинструменталист и играет на всех инструментах на своих записях. Тем не менее на выступлениях ему аккомпанируют приглашённые музыканты.
В 2006 и 2008 годах Джим Нуар выступал на фестивале South by Southwest в Остине.
Композиция Eanie Meany использовалась в рекламе «Невероятная команда» от компании Adidas (2006).

## Дискография

### Альбомы
- Tower of Love (2005)
- Jim Noir (2008)

### Синглы и мини-альбомы
- Eanie Meany EP (2004, переиздан в 2006) № 67 в Великобритании[3]
- My Patch EP (2005, переиздан в 2006) № 65 в Великобритании[3]
- A Quiet Man EP (2005)
- The Key of C (2006)
- All Right EP (2007)
- What U Gonna Do (2008)
- Zooper Dooper (2010)